# Ліман Лемніцер
 Ліман Луї Лемніцер  (29 серпня 1899, Гонсдейл, Пенсильванія, США — 12 листопада 1988, Вашингтон, США) — генерал армії США, який служив головою Об'єднаного комітету начальників штабів США з 1960 до 1962 рр.

## Ранні роки
Ліман Лемніцер народився 29 серпня 1899 року в Хонсдейлі, штат Пенсільванія. Він був Лютеранином. Закінчив Вест-Пойнт в 1920 році і за його проханням був призначений до підрозділу Берегової Артилерії. Лемніцер служив на Філіппінах. Незабаром почав отримувати завдання штабу, які ознаменували його воєнну кар'єру.

## Кар'єра
Лемніцер був підвищений до бригадного генерала в червні 1942 року. Незабаром, після цього, призначений до штабу генерала Ейзенхауера. Він допоміг сформувати плани вторгнення до Північної Африки та Сицилії і в листопаді 1944 року, був підвищений до генерал-майора. Лемніцер був одним із старших офіцерів, відправлених вести переговори про капітуляцію італійського фашизму в межах секретної операції «Схід» та капітуляцію Німеччини в 1945 році.
Після закінчення Другої світової війни, Лемніцер був призначений до комітету стратегічного нагляду Об'єднаного комітету начальників штабів. Потім, був призначений заступником коменданта в Національному військовому коледжі. В 1950 році, на п'ятдесят першому році життя, здійснив тренувальний стрибок з парашутом. Згодом, був призначений в командування 11-ї повітряно-десантної дивізії. В листопаді 1951 року Лемніцер був відряджений до Кореї, командувати 7-ю піхотною дивізією. В серпні 1952 був підвищений до генерал-лейтенанта.
В березні 1955 року Лемніцера підвищено до звання генерала і призначено командуючим сил армії США на Далекому Сході та восьмої армії США. В липні 1957 був названий начальником штабу армії і у вересні 1960 року призначений головою Об'єднаного комітету начальників штабів. Як голова, Лемніцер загартувався під час кризи в затоці Свиней та в ранні роки американського вторгнення у В'єтнам. Він також був зобов'язаний давати свідчення перед комітетом Сенату з іноземних справ США про його знання, що стосувалися діяльності генерал-майора Едвіна Вокера, який був звільнений з армії, через спроби поширити свої політичні переконання в армії.
В 1962 році Лемніцер затвердив плани відомі як операція «Нортвудс», запропонувавши план дискредитації режиму Кастро і створити підтримку бойових дій проти Куби, влаштувавши під чужим прапором справжні акти тероризму та розроблення «Комуністичної кубинської терористичної кампанії в районі Маямі, в інших містах Флориди, а також у Вашингтоні». 13 березня Лемніцер представив плани міністру оборони Роберту Макнамарі. Не зрозуміло, як Макнамара відреагував, але три дні по тому, президент Кеннеді сказав генералу, що не було жодних шансів, що Америка буде вести бойові дії проти Куби. Протягом декількох місяців, після відмови від операції «Нортвудс», Лемніцеру було відмовлено у другому терміні на посаді голови Об'єднаного комітету начальників штабів. Автор Річард Коттрелл підозрював Лемніцера у ключовій ролі, щодо вбивства Кеннеді з помсти, за зниження в посаді та м'якість до комунізму.
У листопаді 1962 року Лемніцера призначено командувачем американськими військами у Європі в період з січня 1963 до липня 1969 як Верховного головнокомандувача ОЗС НАТО. Цей період охоплює кризу на Кіпрі 1963—1964 року і виведення сил НАТО з Франції у 1966 році.

## Пізні роки життя та смерть
Лемніцер пішов з армії у липні 1969 року. У 1975 році президент Форд призначив Лемніцера в Комісію Рокфеллера для розслідування фактів порушення ЦРУ американських законів, а також для з'ясування того, чи були залучені Говард Хант і Френк Стерджіс до вбивства президента Кеннеді.

### Смерть
Лемніцер помер 12 листопада 1988 і похований на Арлінгтонському національному кладовищі. Його дружина, Кетрін Трион Лемніцер (1901—1994), похована з ним.

## В Культурі
В 1991 році Лемніцера зіграв Джон Зейтц у фільмі Олівера Стоуна «Джон Ф. Кеннеді. Постірли в Далласі»

## Нагороди та ордена
Лемніцер був нагороджений численими військовими нагородами і відзнаками, включно:
 Знак Парашутиста
 Медаль «За відмінну службу» ВМС
 Медаль «За відмінну службу» ВВС
 Срібна зірка
 Легіон заслуг ступеня офіцера- нагороджений помилково, але не скасований Франкліном Рузвельтом під час Другої світової війни
 Легіон заслуг ступеня легіонера
 Президентська медаль Свободи (Нагороджений президентом Рейганом, 23 червня, 1987)
 Пам'ятна медаль оборони Америки
 Медаль американських кампаній
 Медаль європейсько-африкансько-средньосхідної кампанії (з двома бронзовими зірками)
 Медаль Перемоги у Другій Світовій війні
 Армійська медаль окупації
 Пам'ятна медаль національної оборони
 Корейська пам'ятна медаль